# Cabildo del Cuzco

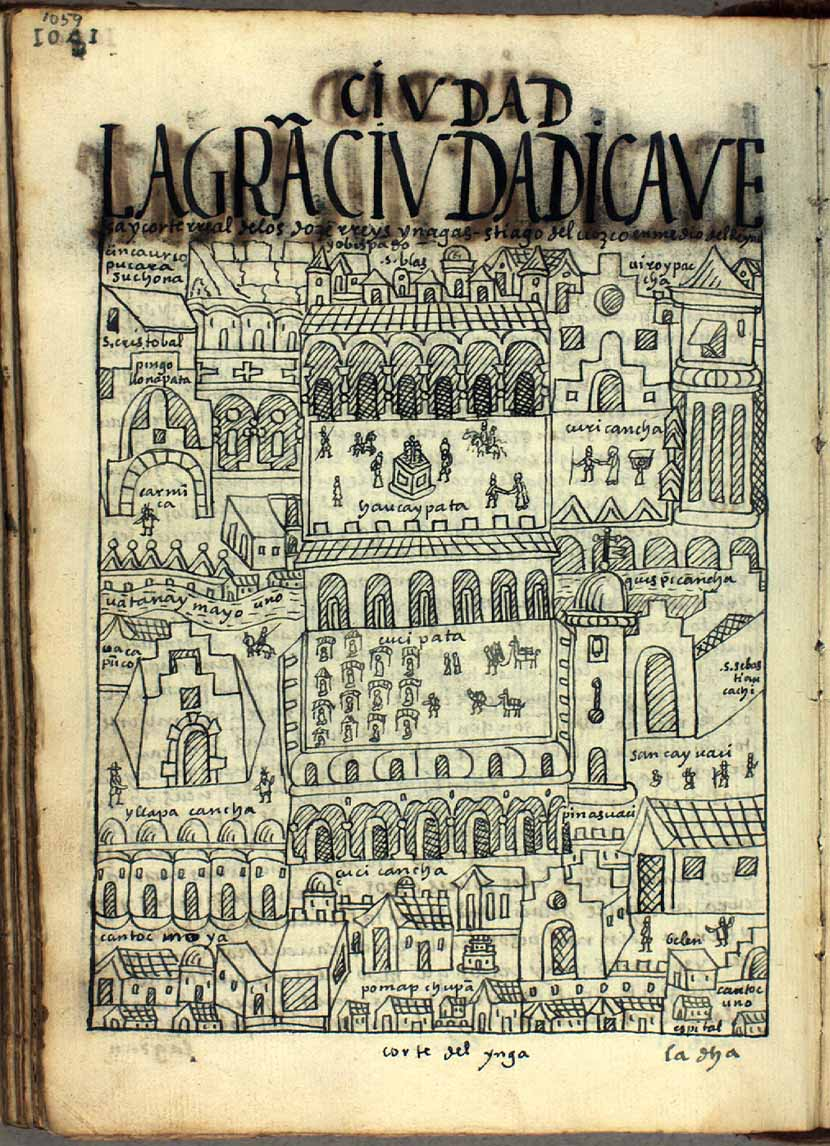
La Gran Ciudad del Cuzco, según Guaman Poma (1615).

El Cabildo de la Muy Noble y Gran Ciudad del Cuzco fue una institución judicial y administrativa urbana colonial, establecida por los conquistadores hispanos en la antigua capital de los Incas.

## Creación
Al día siguiente de la fundación española de la ciudad, Diego de Almagro estableció el primer cabildo y nombró como alcaldes ordinarios a Beltrán de Castro y al capitán Pedro de Candía entregándoles a cada uno sus respectivas varas de justicia, así como a los regidores (24 de marzo de 1534). Los integrantes de este primer cabildo fueron todos pizarristas, debido a que los almagristas estaban fuera de la ciudad.
La primera reunión del cabildo, con la presencia de Diego de Narváez en calidad de escribano público y del concejo y cabildo de la dicha ciudad, tuvo lugar al siguiente día, miércoles 25, en la casa de Pizarro (llamado Cassana) dado que no se había designado un local para el ayuntamiento. Recién el 29 de octubre, cuando se hizo la repartición de los solares entre los conquistadores, se señaló por casa del Cabildo y fundición, el galpón grande que está en el andén encima de la plaza. A partir de 1560 se estableció como local del cabildo la manzana norte de la Plaza de Tlanguiz y donde aún actualmente se levanta el Palacio del Cabildo.

## Historia
Al llegar al Perú el virrey Toledo estaba decidido a reformar los cabildos, en particular el del Cuzco y romper de esta manera el monopolio de poder de los vecinos encomenderos. Así, aun antes de llegar a la ciudad, ordenó desde Huamanga que se detuvieran las elecciones previstas para el 1 de enero, hasta su arribo. La confrontación fue feroz: el 1 de abril de 1571, apenas llegado, el Virrey reunió al Cabildo y demandó a que se procediese a la postergada elección, para lo cual se necesitaba proponer los nombres de dos vecinos encomenderos y otros dos soldados. Mancio Sierra, en ese momento procurador general de la ciudad, habló "en nombre del cabildo y ayuntamiento", en contra de la propuesta del virrey argumentando que:

esta ciudad y cabildo de ella desde el día que se pobló y erigió que a casi quarenta años, está en costumbre y posesión usada y guardada de elegir las dhas personas principales que tengan repartimiento de yndios en encomienda, y deste derecho y en esta ciudad ay setenta encomenderos, y della demás gente como V. E. por experiencia lo quede ver no hay quince ombres con casa poblada. Y sería agravio notable que de setenta hombres principales se eligiese solamente un alcalde y de quince se hiziese tanta elección como de setenta...

Toledo no se dejó convencer por el argumento e insistió en que hubiese una representación de los españoles no encomenderos. Dos veces se procedió a la votación y dos veces salieron los resultados con los nombres de cuatro vecinos y ningún soldado. El Virrey amenazó con encerrarlos en el salón del Cabildo sin comer, e incluso desterrarlos a Chile si no obedecían.
Finalmente, se nombró a Rodrigo de Esquivel como alcalde encomendero y a Juan López de Isturizaga como alcalde soldado. En los autos interviene otra vez, en oposición, Mancio Sierra, quien declara que desde el tiempo de Francisco Pizarro siempre se había insistido en que las elecciones fuesen libres y que se eligiera a la persona más conveniente. Esta discrepancia del procurador, no obstante, no trajo ninguna consecuencia. Los vecinos encomenderos finalmente decidieron no reunirse cuando Juan López estuviera presente.